# Барре, Маслах Мохамед Сиад
Маслах Мохамед Сиад Барре (сомал. Maslax Maxamed Siyaad Bare) — сомалийский политический деятель и генерал национальной армии. Сын свергнутого президента Сомали Мохамеда Сиада Барре. 
В ноябре 1987 года Барре командовал 77-м сектором в Могадишо. Позже он стал начальником штаба (по другим данным главнокомандующим) армии. Его назначение на пост командующего Вооружёнными силами Сомали приходится на 26 февраля 1989 года. Маслаха Мохамеда Сиада Барре готовили к тому, чтобы он стал преемником своего отца на президентском посту. После того как гражданская война в Сомали изгнала его отца из страны, Маслах эмигрировал в Кению. 
Барре участвовал в президентских выборах в Сомали в 2009 году и являлся главным оппонентом Шарифа Шейха Ахмеда. Все кандидаты, выступающие против Шейха Ахмеда, за исключением Маслаха Мохамеда Сиада, сняли свои кандидатуры после первого тура голосования. В итоге Шейх Ахмед выиграл второй тур с 293 голосами против 126 за Барре. 
В 2010 году Маслах Мохамед Сиад Барре учредил собственную Демократическую партию Сомали.
Сын — Абдирахман Джама Барре.